# Roger M. Freidinger
Roger Merlin Freidinger (* 26. Juli 1947 in Pekin (Illinois)) ist ein US-amerikanischer Chemiker (Peptid-Chemie, medizinische Chemie).
Freidinger studierte an der University of Illinois at Urbana-Champaign mit dem Bachelor-Abschluss 1969 und wurde 1975 am Massachusetts Institute of Technology in organischer Chemie promoviert. Danach war er Forschungschemiker bei  Merck & Co., wo er Executive Director für medizinische Chemie wurde.
Er entwickelte Peptid-Mimetika und Enzym-Inhibitoren für therapeutische Zwecke.
1986 erhielt er den Vincent du Vigneaud Award und 2003 den Ralph F. Hirschmann Award in Peptide Chemistry. Er ist Mitglied der American Association for the Advancement of Science. 2001 bis 2003 war er Präsident der American Peptide Society.